# Peter Medawar

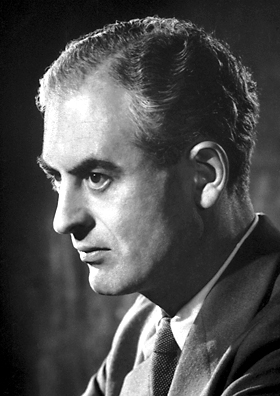
Peter Medawar, 1960

Sir Peter Brian Medawar  (* 28. Februar 1915 in Petrópolis im Bundesstaat Rio de Janeiro, Brasilien; † 2. Oktober 1987 in London, England) war ein englischer Zoologe und Begründer der Transplantations-Immunologie. Im Jahr 1960 erhielt er zusammen mit Macfarlane Burnet den Nobelpreis für Physiologie oder Medizin „für ihre Entdeckung der erworbenen immunologischen Toleranz“. Medawar war der Meinung, dass sein ehemaliger Schüler Leslie Baruch Brent, ein aus Köslin stammender Jude, der 1938 mit einem Kindertransport nach Großbritannien gelangen konnte, auch den Preis verdient hätte, und schickte ihm einen Teil des Preisgeldes.

## Leben und Wirken
Medawar, Sohn eines aus dem Libanon stammenden brasilianischen Geschäftsmannes und einer Engländerin, wurde in den Jahren 1928 bis 1932 am Marlborough College unterrichtet, dann studierte er Zoologie am Magdalen College in Oxford. 1935 wurde er zum Ph. D. promoviert. Während des Zweiten Weltkriegs arbeitete er für das Medical Research Council. Anfang der 1940er Jahre fing er an, sich mit der Thematik des Immunsystems und der Transplantationen zu beschäftigen. Er veröffentlichte auf diesem Gebiet gemeinsam mit Thomas Gibson im Jahr 1943 eine grundlegende Arbeit The fate of skin homografts in man. In dieser Publikation wiesen beide nach, dass die Abstoßung von Organen, die von nicht mit dem Empfänger verwandten Spendern stammen, auf immunologischen Prinzipien beruht. Im Jahr 1948 beschrieb er zuerst das Immunprivileg. 1952 entwickelte Medawar mit der Mutations-Akkumulations-Theorie (engl. mutation accumulation theory) einen auf der Evolutionstheorie basierende Hypothese zur Erklärung der Ursachen des Alterns von höheren Spezies.
In den Jahren 1947 bis 1951 war Medawar Zoologieprofessor an der University of Birmingham, in den Jahren 1951 bis 1962 an der University of London. Im Jahr 1962 wurde er Direktor des National Institute for Medical Research.
1959 wurde Medawar die Royal Medal von der Royal Society verliehen. Ebenfalls 1959 wurde er in die American Academy of Arts and Sciences gewählt, 1961 in die American Philosophical Society, 1965 in die National Academy of Sciences und 1966 in die Royal Society of Edinburgh. 1981 wurde er Ehrenmitglied der British Academy. 1965 wurde er als Knight Bachelor geadelt und 1985 mit dem Kalinga-Preis für die Popularisierung der Wissenschaft ausgezeichnet.

## Werke
- Die Zukunft des Menschen. Die Reith-Vorlesungen der British Broadcasting Corporation. S. Fischer, Frankfurt am Main 1967
- Die Einmaligkeit des Individuums. Suhrkamp, Frankfurt am Main 1969
- Die Kunst des Lösbaren. Reflexionen eines Biologen. Vandenhoeck und Ruprecht, Göttingen 1972, ISBN 3-525-33326-9
- Ratschläge für einen jungen Wissenschaftler. Piper, München, Zürich 1984, ISBN 3-492-02867-5
- Von Aristoteles bis Zufall. Ein philosophisches Lexikon der Biologie. Piper, München, Zürich 1986, ISBN 3-492-02901-9